# 混合系統
混合系統（hybrid system）是同時包括連續及離散動態特性的动力系统，這類系統中同時有「流」（flow，以微分方程描述）以及跳躍（以有限状态机或自動機理論描述）的特性。有時也會用混合動態系統（hybrid dynamical system）這個詞語，比較不會和結合人工神经网络及模糊逻辑的系統，或是同時應用電子及機械的系統混唏。混合系統的好處是其結構可以包括更多種類的系統，在針對系統特性建模時也有更大的彈性。
一般而言，混合系統的狀態可以用連續變數的值以及其他離散的模式來表示。狀態可能依照其「流條件」（flow condition）有連續性的變化，或依照控制圖（control graph）有離散的變化。只要所謂的不變量維持不變，就會有連續性的變化，不過若滿足了特定的跳躍條件，就會有離散轉態。離散轉態也可能和事件有關。

## 例子
混合系統可以用來為許多系統進行建模，包括有碰撞的物理系统、邏輯動態控制器，甚至是互聯網擁堵問題等。

### 彈跳球
彈跳球屬於有碰撞的物理系统，混合系統中的經典範例。在此例中，球（以點狀質量表示）由啟始高度掉到地面彈跳，每一次的彈跳都會耗散能量。球在每一次彈跳之間都是連續的動態特性，當球碰到地面時，因為非弹性碰撞，球的速度會有離散的變化。彈跳球的數學模型如下：令{\displaystyle x_{1}}是球的高度，{\displaystyle x_{2}}是球的速度，其混合系統如下：
當{\displaystyle x\in C=\{x_{1}>0\}}，「流」的統御方程為
{\displaystyle {\dot {x_{1}}}=x_{2},{\dot {x_{2}}}=-g},
其中{\displaystyle g}為因為重力而有的加速度，上述方程指出，若球在地面之上，最終會因為重力而掉到地面。
若{\displaystyle x\in D=\{x_{1}=0\}}，「跳躍」的統御方程為
{\displaystyle x_{1}^{+}=x_{1},x_{2}^{+}=-\gamma x_{2}},
其中{\displaystyle 0<\gamma <1}為耗散係數。方程式是當高度為零（和地面碰撞）時，其速度符號會相反，且會以{\displaystyle \gamma }的比例減少。這也是非弹性碰撞的特性。
彈跳球系統的特點是有Zeno行為。Zeno行為有嚴格的數學定義，可以大致描述為系統在有限時間內進行了無限次的「跳躍」。在此例中，彈跳球每次碰到地面，就會損失能量，因此之後碰到地面的時間間隔也就會越來越接近。

## 混合系統的驗證
有關混合系統的形式验证，有些方法可以自動證明一些混合系統的特性，驗證混合系統安全性的常用工具包括可到達集的計算、抽象模型檢查以及barrier certificate。
大部份的驗證工作都是不可判定問題，因此沒有辦法找出通用的驗證演算法。不過，這些工具會在指標性問題上展現其分析能力。這些可以驗證所有強健案例的混合系統驗證法帶來一個可能的理論性結論：混合系統中的許多問題雖然是不可判定的，但至少是準可判定的。

## 其他建模方式
基本的混合系統建模方式可以分為兩種：隱式以及顯式。顯式的方式會用混合自動機、混合程式或是混合Petri网表示。隱式的作法會用統御方程式來表示，因此會得到微分代數方程（DAE）的系統，也有可以透過混合鍵結圖來表示。
若是考慮混合系統分析的統一仿真方法，有一種以DEVS形式化為基礎的方法，其中微分方程的積分子會量化為原子性的DEVS模型。該方法以離散事件系統的行為產生系統的軌跡，和離散時間系統不同。在參考資料[Kofman2004]、[CF2006]及[Nutaro2010]中有描述該作法的細節，而軟體工具PowerDEVS中也有描述。

## 延伸閱讀
- Henzinger, Thomas A., , , IEEE Computer Society Press: 278–292, 1996, （原始内容存档于2010-01-27）
- Alur, Rajeev; Courcoubetis, Costas; Halbwachs, Nicolas; Henzinger, Thomas A.; Ho, Pei-Hsin; Nicollin, Xavier; Olivero, Alfredo; Sifakis, Joseph; Yovine, Sergio, , Theoretical Computer Science, 1995, 138 (1): 3–34, doi:10.1016/0304-3975(94)00202-T, （原始内容存档于2010-01-27）
- Goebel, Rafal; Sanfelice, Ricardo G.; Teel, Andrew R., , IEEE Control Systems Magazine, 2009, 29 (2): 28–93, doi:10.1109/MCS.2008.931718
- Acary, Vincent; Brogliato, Bernard, , Lecture Notes in Applied and Computational Mechanics, 2008, 35
- [Kofman2004] Kofman, E, , SIAM Journal on Scientific Computing, 2004, 25 (5): 1771–1797, doi:10.1137/S1064827502418379
- [CF2006] Francois E. Cellier and Ernesto Kofman,  first, Springer, 2006, ISBN 978-0-387-26102-7
- [Nutaro2010] James Nutaro,  first, Wiley, 2010

## 外部連結
- IEEE CSS Committee on Hybrid Systems